# Улица Декабристов (Таруса)
Улица Декабристов — улица в исторической части Тарусы, проходит по берегу реки Ока от Игумнова оврага, прерываясь территорией Городского сада, до реки Таруса. Протяженность улицы 607 метров.

## История

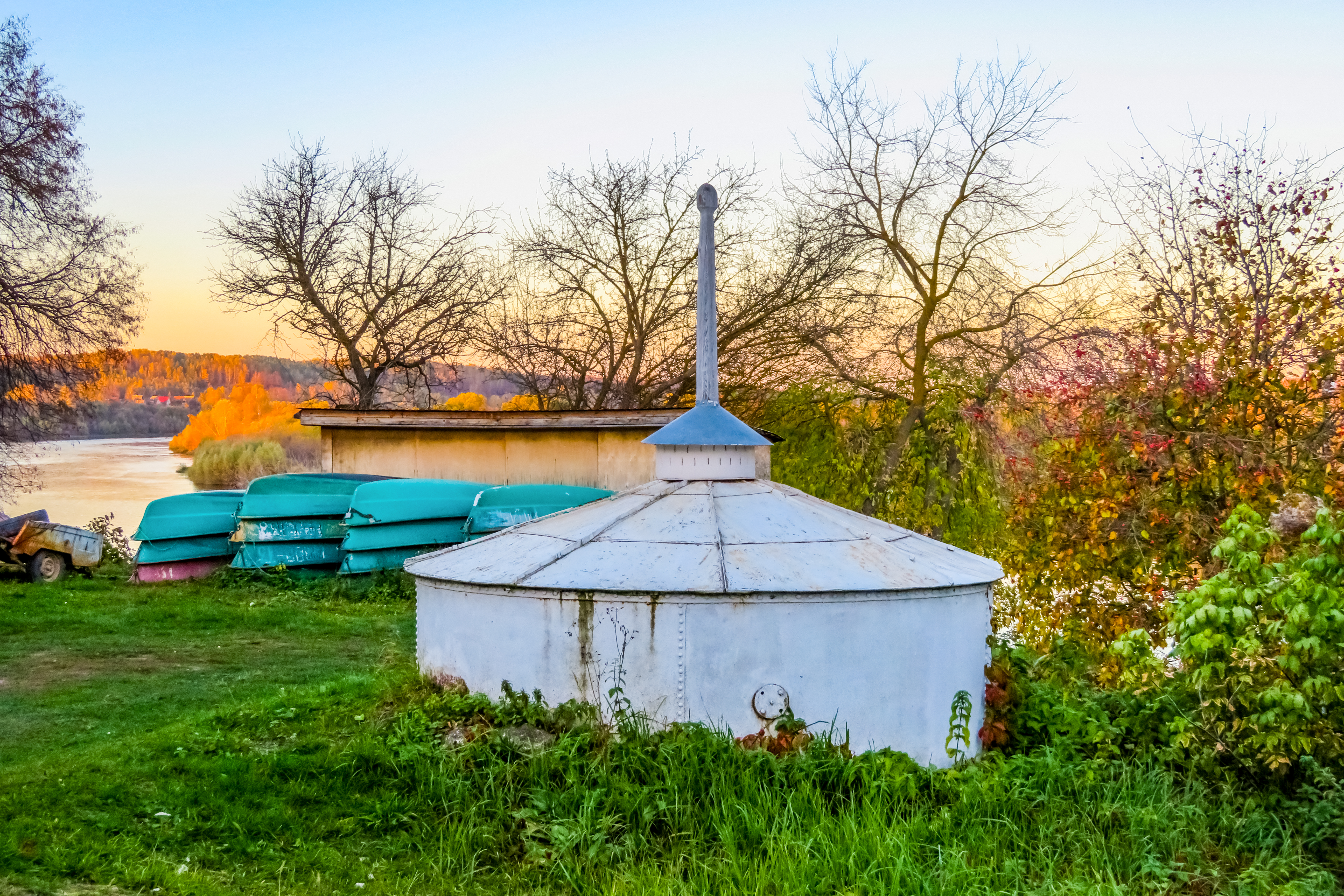
Водоразборная бассейка начала XX века

Проходит по территории древнерусского селища.
Проложена согласно регулярному плану застройки города 1777 года, предопределившему прямоугольное сечение улицами городской застройки. Историческое название — Набережная. До 1994 года у выхода улицы к реке находилась речная пристань. На улице сохранилась водоразборная бассейна — сооружение первого тарусского водопровода.
С установлением советской власти улице было дано название в память русских революционеров начала XIX века — декабристов.
В 2012 году к 120-летию со дня рождения Константина Паустовского на улице Декабристов был установлен памятник писателю, скульптор — В. М. Церковников, архитекторы — В. Н. Ржевский, Н. П. Маркин.
В октябре 2020 года наименование улицы было изменено, она стала носить название Городская Набережная. Однако уже в январе следующего года переименование улицы было отложено на два года. Жители города выражали протест против переименования.

## Достопримечательности

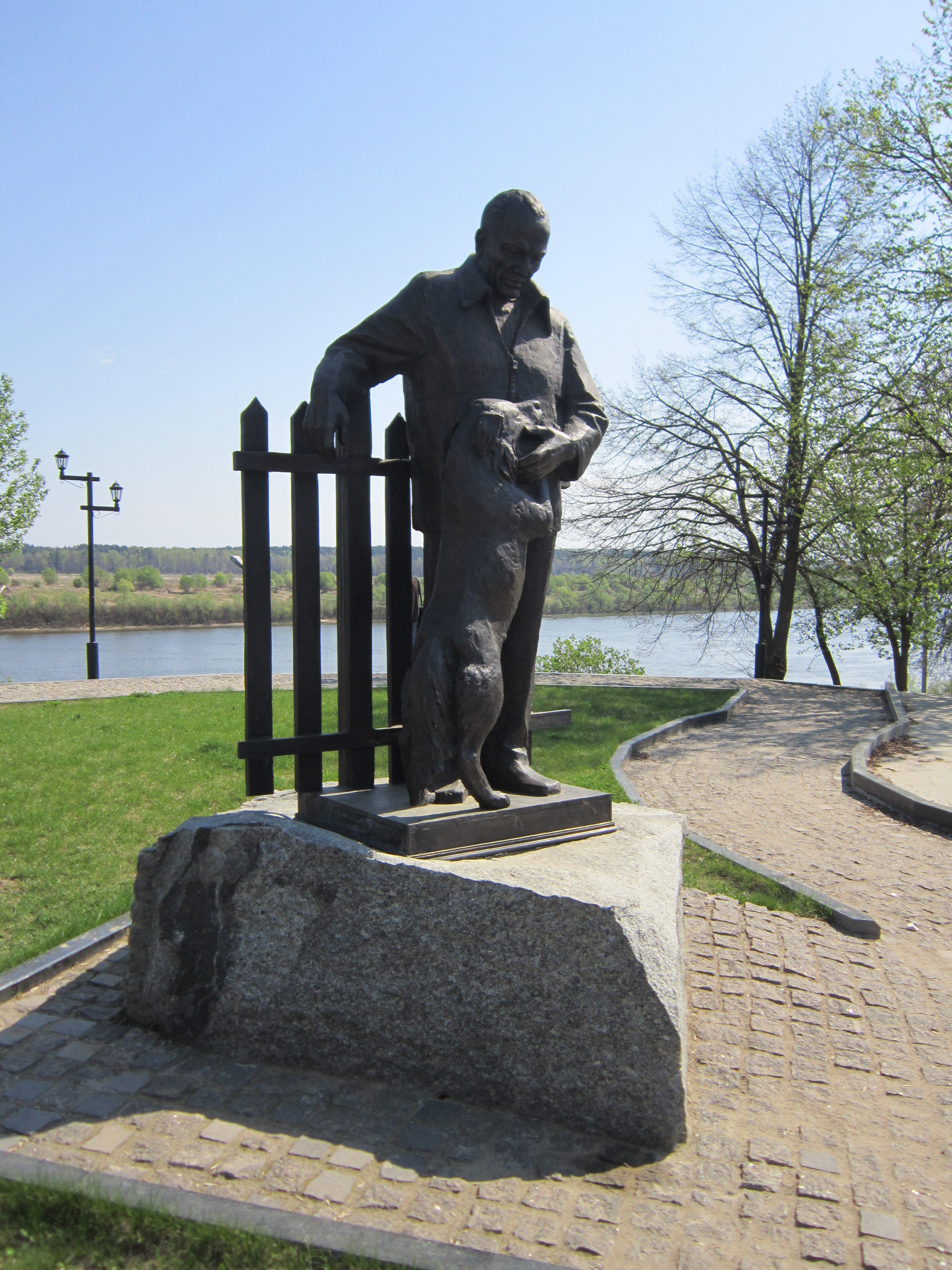
Памятник К. Паустовскому

Памятник К. Г. Паустовскому
д. 1 — жилой дом
Водоразборная бассейка